# Sophie Evans
Sophie Evans (Seghedino, 20 febbraio 1976) è un'ex attrice pornografica ungherese.
Nel FICEB (Barcelona International Erotic Film Festival) ha vinto il premio della giuria come "Migliore attrice" nel 2001 e del pubblico come "Migliore attrice" nel 2003, ricevendo il premio alla carriera nel 2007.